# 东方海皇航运

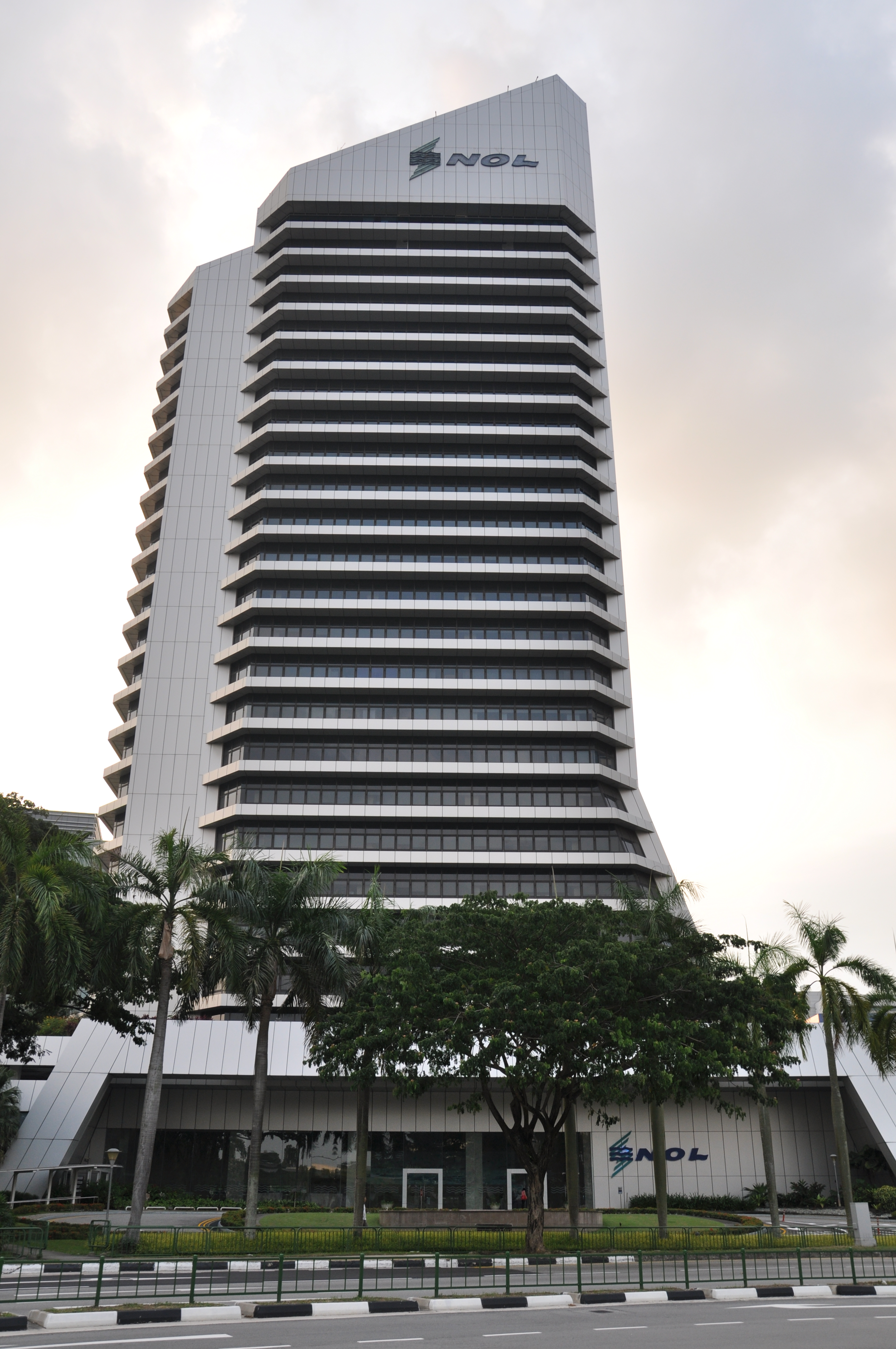
位于亚历山大路456号的前海皇东方大厦

东方海皇航运有限公司（英語：Neptune Orient Lines Limited）简称海皇东方，又称海皇航运，是一家总部位于新加坡的国际集装箱船运公司，在全球80多个国家拥有6000名员工。海皇东方是法国法国达飞海运集团的子公司。

## 历史
海皇东方成立于1968年12月。作为新加坡国家航运公司，海皇东方对新加坡建国初期的经济发展起到重要的作用。

### 集装箱化
1970年代，海皇东方由后来的新加坡第二任总理吴作栋领导，进行了公司业务的“集装箱化”转型。
1975年，海皇东方作为ACE一员参与亚欧贸易。这个组织的成员包括OOCL、川崎汽船、中远集团以及法国-比利时服务（Franco-Belgian Services），被称为集装箱航运世界“第三势力”。同时，它进入跨太平洋的主要贸易与独立的服务。

### 同APL合并
1997年，海皇东方8.25亿美元收购了拥有150年历史的美國總統輪船公司（APL）。
继合并后，APL被用作品牌名，而海皇东方继续用作控股公司名在新加坡交易所上市。2001年建立了一个独立的APL物流公司以进行全球供应链管理。
1998年，受到亚洲经济危机的重创，海皇东方损失了4.6亿美元，而其债务超过40亿美元。该公司出售资产以清除债务，并在1999年再次实现盈利。
2003年，海皇东方从油轮企业AET和NAS撤资，而把注意力集中在公司的核心业务：集装箱航运及物流服务。
2015年2月17日，APL物流以12亿美元出售给了日本近鐵集團公司（Kintetsu World Express, Inc.）

### 出售给法国达飞海运集团
2016年6月9日，淡马锡控股宣布转让其拥有的股份给法国达飞海运集团。这比转让金额高达33.8亿美元，而因为达飞海运对海皇东方的所有权超过了90%的上线，按规定公司于2016年9月5日从新加坡交易所下市。